# 巴西黑身脂鯉
巴西黑身脂鯉，為輻鰭魚綱脂鯉目脂鯉亞目頂器脂鯉科的其一種，分布於南美洲黑河、奧里諾科河及Uatumã河流域，體長可達3.4公分，棲息在流動快速的岩石底質溪流，生活習性不明。